# So Cruel (canción de U2)
"So Cruel" es una canción de la banda de rock U2. Es la sexta canción en su álbum de 1991 Achtung Baby, la cual concluye el lado uno del álbum. La canción fue escrita en Elsinore, Dalkey. Mientras el ingeniero de audio Flood cambiaba los carretes para escuchar una demostración de otra canción, el cantante Bono comenzó a improvisar una canción para guitarra. El resto de la banda se unió rápidamente, creando la primera toma de la canción. Fue desarrollada como una pista acústica, con Flood añadiendo sobre grabaciones y elementos adicionales más adelante. El bajista Adam Clayton y Flood notaron que la tecnología en el estudio fue crucial para transformar la canción acústica en la mezcla final. 
Durante las sesiones de grabación para Achtung Baby, el guitarrista The Edge se separó de su esposa, Aislinn O'Sullivan. La separación tuvo un efecto importante en el desarrollo de la canción, ya que Bono canalizó su dolor en la letra. Bono dijo que "estaban sucediendo muchas otras cosas internamente, dentro de la banda y fuera de ella, y yo estaba trabajando en todo eso", y señaló que la separación de Edge de Aislinn era solo un componente de todo eso. Temáticamente, la canción trata sobre amor no correspondido, celos, obsesión y posesividad. 
U2 ha presentado "So Cruel" en vivo solo cuatro veces, todas en el Zoo TV Tour en 1992. La canción fue recibida favorablemente por los críticos.

## Escritura e inspiración
"So Cruel" fue desarrollada por el cantante Bono. Después de las sesiones de grabación en Hansa Studios en Berlín Occidental en 1990, U2 reanudó las sesiones del álbum en febrero de 1991, en la mansión costera Elsinore en Dalkey, alquilando la casa por £ 10,000 mensuales. La estrategia del productor Daniel Lanois fue grabar en casas, mansiones o castillos, ya que creía que le daba un ambiente a las grabaciones.  Durante la grabación en Elsinore, mientras trabajaba en otra canción, el ingeniero de audio Flood cambió el carrete para escuchar una toma anterior. Bono tomó una guitarra y comenzó a cantar. El resto de la banda se unió rápidamente. Flood dijo: "De repente, casi en el tiempo que me había llevado desenrollar el carrete y preparar el siguiente, era bastante obvio que había una canción a punto de salir, y si, de repente, no quitaba el carrete y ponía una nueva cinta, y  si no dejaba de monitorear una pista de fondo abajo en lugar de a todos en la sala de control con ganas de grabar ahora, la canción nunca habría sucedido ".
"So Cruel" se desarrolló acústicamente, con el guitarrista The Edge tocando una guitarra acústica, el bajista Adam Clayton tocando un bajo acústico y el baterista Larry Mullen Jr. usando un bodhran.  El autor John D. Luerssen señaló que la canción comenzaba "con el mismo tipo de enfoque básico de la canción que le dio alas a 'She’s a Mystery To Me'". Bono dijo que "la gente pensaba que era demasiado tradicional, un intento más de escribir una canción para Roy Orbison". Líricamente, también fue inspirada por Scott Walker. Bono dijo: "El suyo es un modo de expresión muy delicado en el exterior, aunque con demasiada frecuencia se ata por debajo con mucho dolor y rabia".
Según Clayton, Flood "hizo un par de tratamientos en la pista que la transformaron por completo". Tecleó el bajo de Clayton con el bodhran, que "le dio una sensación mucho más burbujeante y fuera de ritmo". Esto fue seguido por un poco de doblaje y la colocación de una pista de batería completa. Flood dijo: "Creo que la forma en que cambiamos el ritmo fue muy importante... Se toca el bajo, pero en el estudio lo manipulamos para cambiar el énfasis de dónde estaba la línea del bajo. Eso lo convirtió en algo que tenía un sensación más única al respecto, combinada con la canción". La duquesa Nell Catchpole fue contratada para tocar el violín y la viola de la canción. Las cuerdas fueron arregladas por The Edge y el productor Brian Eno. Clayton explicó que si bien la versión acústica original "no era algo que uno pudiera imaginar estar en el disco", "fue levantada por trucos de estudio".  Flood cree que el uso de la tecnología fue crucial para hacer la mezcla final.  Posteriormente se lanzó una versión temprana de la canción en algunas versiones de la reedición del vigésimo aniversario de Achtung Baby.

## Temas

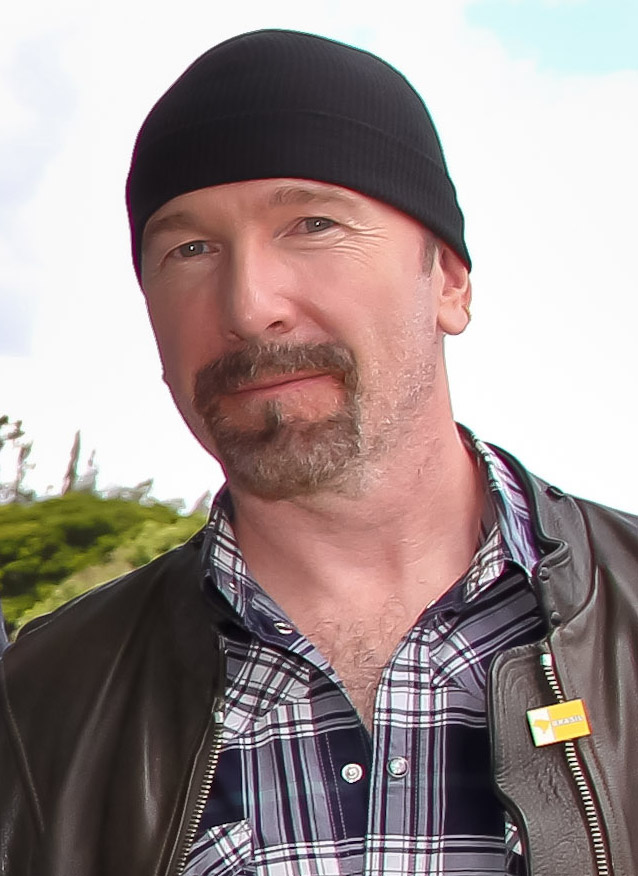
The Edge (en la foto en 2011) se separó de su esposa durante la grabación de Achtung Baby. Sus emociones dolorosas se canalizaron en la letra.

Durante las sesiones de grabación para Achtung Baby, The Edge se separó de su esposa, Aislinn O'Sullivan. Reflexionando sobre el impacto que tuvo en U2, Bono dijo: "Somos una comunidad realmente unida. Esto no es como, ya sabes, la novia de alguien se fue. Hemos crecido con estas personas, esta es nuestra familia, nuestra comunidad. Esto fue realmente difícil para nosotros ... Fue como las primeras grietas en la hermosa jarra de porcelana con esas hermosas flores que fueron nuestra música y nuestra comunidad, comenzando a hacer romperse"  The Edge explicó que viajar a Berlín para escribir y grabar le proporcionó un escape de su matrimonio fallido: "Estaba desapareciendo en la música por una razón diferente. Era un refugio en cierto modo. Ese enfoque no funcionó por completo. Sabes, no estaba realmente... en un espacio positivo. Supongo que me estaba escapando".  El editor de Hot Press, Niall Stokes, señaló que en la letra, "Bono se basa claramente en las experiencias de las personas cercanas a él, y particularmente en la agitación emocional por la que habían estado pasando Edge y Aislinn". El editor de Hot Press, Niall Stokes, señaló que en las letras," Bono se basa claramente en las experiencias de las personas cercanas a él, y particularmente en la agitación emocional por la que habían estado pasando Edge y Aislinn ". Bono dijo "eso está ahí, pero es injusto agruparlo todo en The Edge y Aislinn separándose. Esa fue una de las cosas más tristes... Pero eso fue solo una parte de ella. Había muchas otras cosas sucediendo internamente dentro de la banda y fuera de ella, y estaba trabajando en todo eso. Las personas están tratando desesperadamente de aferrarse unas a otras en un momento en que eso es muy difícil. Mirando a tu alrededor, ves lo poco preparadas que están todas las personas y los acuerdos que hacen".  
Temáticamente, "So Cruel" también trata sobre el  amor no correspondido, celos, obsesión y posesividad.   Stokes lo describió como "la queja desolada de un amante que ha sido rechazado pero que sigue enamorado de su torturador". Gavin Martin dijo que "la letra de la canción refuerza la idea de Achtung Baby como una especie de máscara romántica, donde abundan las imágenes de amor, degradadas o abandonadas". Elizabeth Wurtzel, de The New Yorker, señaló "con sus hermosos arreglos de cuerdas, teclados sinuosos y melodías espumosas e hipnóticas ", recuerda a "Crimson and Clover de Tommy James, excepto que cada línea amorosamente dulce se contrasta con una línea contraria amargamente irónica ", citando la letra "I disappeared in you / You disappeared from me / I gave you everything you wanted / It wasn't what you wanted" como ejemplo. Hubert Dreyfuss, profesor de filosofía en la Universidad de California, Berkeley y Mark Wrathall, profesor de humanidades en la Universidad Brigham Young, creían que la canción era una exploración del dualismo filosófico. Citando la letra "Cabeza del cielo, dedos en el lodo", dijeron "si somos esencialmente duales de esta manera, entonces cualquier intento de vencer a un lado en favor del otro inevitablemente termina en desesperación", comparando la filosofía subyacente con los Pensées de Blaise Pascal. 
La autora Višnja Cogan escribió "Las mujeres... nunca reciben un mal trato en las canciones de U2... Las mujeres son puestas en un pedestal por Bono, la muerte prematura de su madre es sin duda una de las razones. En todo caso, en algunas de las canciones de Achtung Baby, es el hombre el que recibe el trato injusto. En 'So Cruel', es el hombre el que es víctima de una mujer. Es el reverso de la canción clásica de la antorcha". Citando la letra "Su piel es pálida como la única paloma de Dios / Grita como un ángel por tu amor / Luego te hace mirarla desde arriba / Y la necesitas como una droga", agregó "El hombre es manipulado por el sexo sexual de la mujer poder. Él es incapaz de salir de esta relación y, a pesar de sus mejores esfuerzos, vuelve a ella". Señaló que la mujer es retratada como "cruel, poco confiable e infiel. Ella solo puede traicionarlo a él, y la dualidad entre amor y lujuria está bien representada en la canción". Cogan concluyó diciendo "a diferencia de la canción clásica de la antorcha, esta termina con el hombre aparentemente decidiendo dejar a la mujer... Lo único que no sabemos al final es si realmente cumple su promesa o no". Por el contrario, la autora Deane Galbraith creía que la canción fue contada desde el punto de vista de la mujer, diciendo que "una mujer es incapaz de recibir amor sin odiar a quienes la aman. Actúa simultáneamente como tierna amante y cruel sádica. La letra que la describe como un ángel se yuxtapone inmediatamente con una descripción más sórdida que representa su amor como una droga adictiva y manipuladora. En lugar de la trascendencia sutil y vivificante de un ángel celestial, cuando ella ofrece llevar a su amante más alto, se ve obligado a mirarla mientras ella lo controla "desde arriba". Porque este es un ángel caído, no puramente bueno o malo, sino un amante cuyas mejores intenciones son insidiosamente corruptas".

## Recepción
"So Cruel" fue recibida favorablemente por los críticos. El editor de Hot Press, Niall Stokes, la calificó como algo "oscuro, amargo, intenso y masoquista", considerando que la letra era el aspecto que hizo que la canción fuera memorable. Añadió: "Como una declaración sobre la infidelidad conyugal, el sentimiento de traición que lo acompaña y la ira que casi inevitablemente sigue, sería difícil de superar". En Uncut. Gavin Martin le dio cuatro estrellas, calificándola de "lujuriosa y lustrosa". Dijo que "el motivo de piano de cinco notas en bucle de The Edge está rodeado por una guitarra de sable y una parte de cuerda fina sintetizada; exuberantemente multidimensional, llena de equilibrio y sentimiento" y que el tema de "desarmonía matrimonial y desolación emocional" fue especialmente evidente en la canción. Greg Potter de The Vancouver Sun escribió que estaba "plagado de imágenes de dudas e incertidumbre". Elysa Gardner de Rolling Stone dijo: "Bono suena más humilde y más vulnerable que en el pasado", y señaló que "[reconoce] su propio potencial de hipocresía e insuficiencia, y aborda las debilidades humanas básicas en lugar de las fallas de la sociedad en general".
Steve Morse de The Boston Globe la llamó una "canción de amor amargada" con "un sonido de batería minimalista de Larry Mullen y una voz aún más minimalista de Bono". Jon Pareles de The New York Times escribió que "[el amor es] un estado de desesperación o un recuerdo amargo... La marcha de ‘So Cruel’ [va] desde el recuerdo conmovedor hasta la venganza y las acusaciones, algunas de ellas dirigidas al narrador mismo". Al escribir para el Boston Herald, Julie Romandetta calificó a "So Cruel" como un "lamento desgarrado" que estaba "exuberantemente orquestado". Robert Hillburn, de Los Angeles Times, creía que era una de las mejores canciones de U2, describiéndola como "pulsante y acusatoria". Brian Eno describió la canción como "épica e íntima, apasionada y relajada".

## En directo
U2 solo ha interpretado «So Cruel» en vivo en una gira en 4 ocasiones, todas las cuales fueron en el Zoo TV Tour en 1992. La primera aparición fue el 22 de mayo de 1992 en Milán, Italia, en el segundo tramo de la gira cuando al final de Bad, Bono cantó algunas líneas de «So Cruel» en lugar de "All I Want Is You". En agosto de 1992, unos días antes del comienzo de la 3.ª manga de la gira, U2 ensayó la canción en Hershey, Pensilvania. La segunda actuación en concierto fue el 22 de agosto de 1992 en Foxboro, Massachusetts. Bono interpretó la canción acústicamente. El historiador de conciertos Pimm Jal de la Parra dijo que "enfrió a la multitud". Las presentaciones finales ocurrieron el 9 y 15 de septiembre de 1992 en Pontiac, Míchigan y Chicago, Illinois, respectivamente. En ambas ocasiones se jugó en lugar de All I Want Is You. Las actuaciones abreviadas, grabadas en los estudios Hansa, aparecen en el documental de 2011 From the Sky Down.
Pasaron 30 años hasta que la canción se recuperó para la serie de conciertos residenciales U2:UV Achtung Baby Live at Sphere, celebrados en Las Vegas en 2022-23.

## Covers
Depeche Mode reelabora la canción para el álbum tributo de 2011 AHK-toong BAY-bi Covered. "Primero escuchamos a Achtung Baby trabajando en Songs of Faith and Devotion con Flood", comentó Martin Gore. "Fue lo más cerca que estuvieron nuestras bandas: U2 se había vuelto más electrónico, mientras que Depeche Mode estaba trabajando en una nueva visión del rock. Pero nunca hubo rivalidad. Bono usó psicología inversa en su correo electrónico (solicitando la participación de la banda en el álbum tributo), diciendo que entendía totalmente por qué diríamos que no. Simplemente pensamos, '¿Por qué no?' 'So Cruel' es Bono en su mejor momento. Y no pudimos abordar 'One', eso sería casi sacrílego".